# Stojan Stojanow (gimnastyk)
Stojan Koew Stojanow (bułg. Стоян Коев Стоянов, ur. 25 października 1931 w Nikołowie) – bułgarski gimnastyk, uczestnik Igrzysk Olimpijskich w 1952 w Helsinkach, Igrzysk Olimpijskich w 1956 w Melbourne oraz Igrzysk Olimpijskich w 1960 w Rzymie.
Na igrzyskach olimpijskich w Helsinkach zajął 182. miejsce w wieloboju gimnastycznym. Najlepszym wynikiem w pojedynczej konkurencji była 89. lokata w drążku. Na igrzyskach olimpijskich w Melbourne zajął 45. miejsce w wieloboju gimnastycznym. Najlepszym wynikiem w pojedynczej konkurencji była 10. lokata w drążku. Na igrzyskach olimpijskich w Rzymie zajął 64. miejsce w wieloboju gimnastycznym. Najlepszym wynikiem w pojedynczej konkurencji była 19. w drążku.